# Krzysztof Łągiewka
Krzysztof Łągiewka (Kolno, 23 gennaio 1983) è un ex calciatore polacco, di ruolo difensore.

## Carriera
Ha giocato nella massima serie dei campionati polacco, lettone e russo.